# Oligoklaz

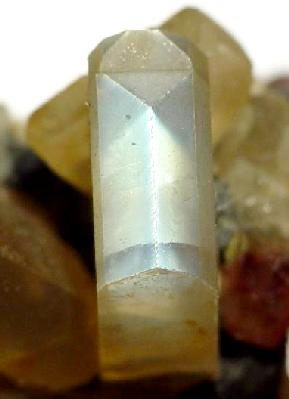

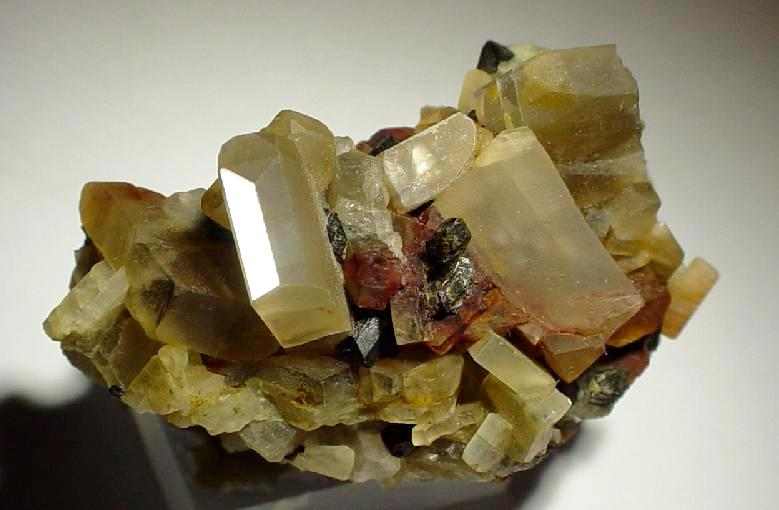

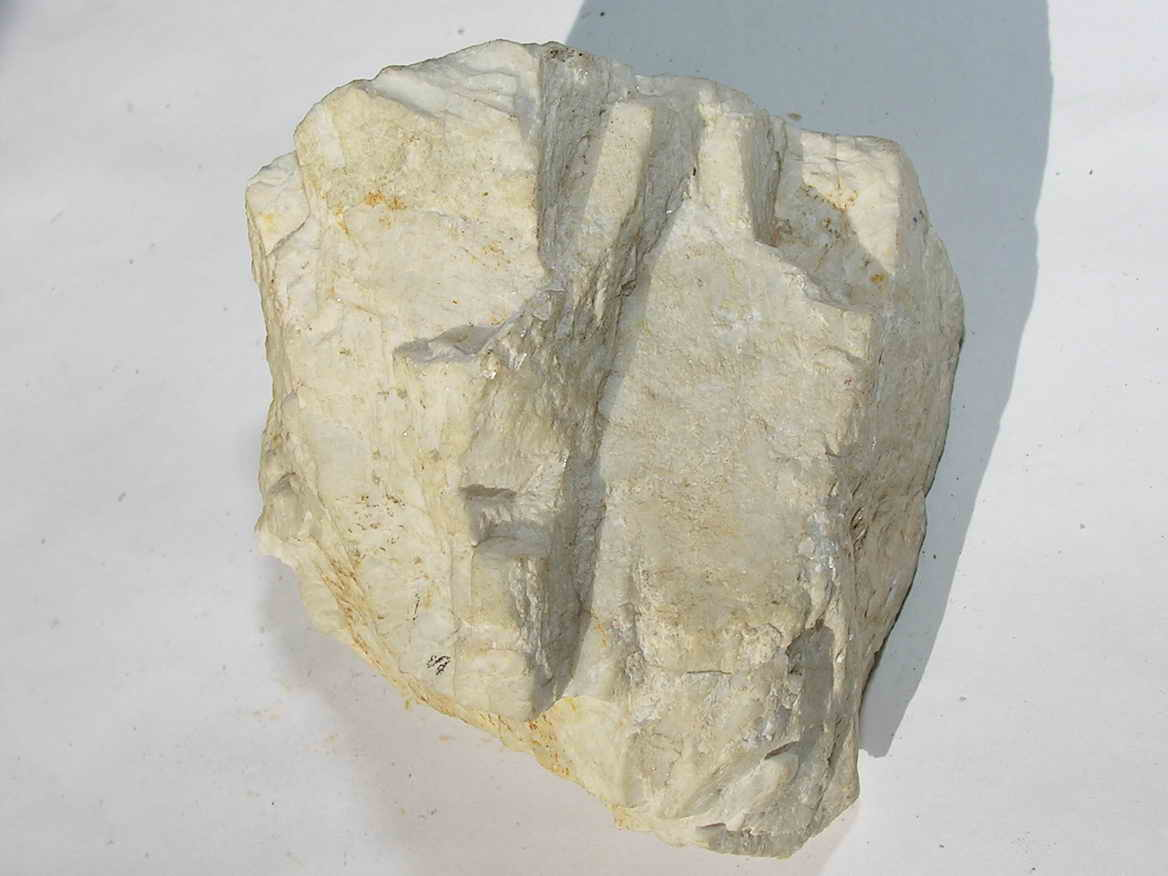
albit – składnik oligoklazu

Oligoklaz – minerał z grupy krzemianów, zaliczany do plagioklazów.
Nazwa pochodzi od gr. oligos = mały (niewiele) oraz klao = łamię (klan = łamać; klais = łupliwy), nawiązując do niezbyt wyraźnie uwidaczniającej się łupliwości tego minerału.

## Właściwości
Minerał z szeregu plagioklazów, będący mieszaniną dwóch innych minerałów:
- 70–90% albitu NaAlSi3O8 (glinokrzemian sodu)
- 10–30% anortytu CaAl2Si2O8 (glinokrzemian wapnia)

Tworzy kryształy tabliczkowe lub krótkosłupkowe (wrosłe i narosłe), wykazuje na ogół liczne zbliźniaczenia. Może występować w formie skupień ziarnistych i zbitych. Najładniej wykształcone okazy pochodzą z druz i szczelin skalnych. Ich długość dochodzi do kilkunastu centymetrów; wyjątkowo przekracza 1 m.
Niekiedy wykazuje cechy optyczne kamieni słonecznych (skaleń awenturynowy), a wyjątkowo kamieni księżycowych.

## Występowanie
Minerał bardzo pospolity i rozpowszechniony. Występuje w wielu skałach magmowych (granitach, granodiorytach, sjenitach, diorytach, riolitach) i metamorficznych (gnejsach i łupkach). Bywa spotykany też w osadowych (arkozach).
Miejsca występowania: Norwegia – Arendal, wyspa Hittero, Szwecja – Ytterby, Włochy – Monte Somma, Wezuwiusz, Czechy – Mohelno, Rosja – Ural, USA – Bakersville, Kanada.
W Polsce jest spotykany w pegmatytach Dolnego Śląska i Tatr. Dobrze wykształcone kryształy znane są z Karkonoszy i Gór Sowich.

## Zastosowanie
Bywa stosowany jako surowiec ceramiczny. Ma znaczenie naukowe (do określania warunków i stopnia metamorfizmu) oraz kolekcjonerskie.
Odmiany o charakterze kamieni słonecznych i księżycowych znajdują zastosowanie w jubilerstwie. Są szlifowane w postaci kaboszonów, paciorków i tabliczek. Sporadycznie nadaje się szlif fasetkowy. Waga oszlifowanych okazów nie przekracza 5 ct. Najpiękniejsze kamienie słoneczne pochodzą z Norwegii, a kamienie księżycowe z USA.